# Kensington (circonscription britannique)
Pour les articles homonymes, voir Kensington.
Circonscription parlementaire de la Chambre des communes
La circonscription de Kensington est une ancienne circonscription électorale anglaise située dans le Grand Londres et représentée à la Chambre des communes du Parlement britannique.

## Géographie
La circonscription comprend :
- La partie nord du borough londonien de Kensington and Chelsea
- Les quartiers de Kensington, Brompton, Notting Hill et North Kensington

## Députés
Les Members of Parliament (MPs) de la circonscription sont :
1974-1997
| Législature                                              | Années    | Député          | Député                | Parti        |
| -------------------------------------------------------- | --------- | --------------- | --------------------- | ------------ |
| Kensington issue de Kensington North et Kensington South |           |                 |                       |              |
| 46e                                                      | 1974–1974 |                 | Brandon Rhys-Williams | Conservateur |
| 47e                                                      | 1974–1979 |                 | Brandon Rhys-Williams | Conservateur |
| 48e                                                      | 1979–1981 |                 | Brandon Rhys-Williams | Conservateur |
| 49e                                                      | 1983–1987 |                 | Brandon Rhys-Williams | Conservateur |
| 50e                                                      | 1987–1988 |                 | Brandon Rhys-Williams | Conservateur |
| 50e                                                      | 1988-1992 | Dudley Fishburn |                       | Conservateur |
| 51e                                                      | 1992–1997 | Dudley Fishburn |                       | Conservateur |
| Remplacée par Kensington and Chelsea                     |           |                 |                       |              |

2010-2024
| Législature                       | Années    | Député           | Député          | Parti        |
| --------------------------------- | --------- | ---------------- | --------------- | ------------ |
| Recréée de Kensington and Chelsea |           |                  |                 |              |
| 55e                               | 2010–2015 |                  | Malcolm Rifkind | Conservateur |
| 56e                               | 2015–2017 | Victoria Borwick |                 | Conservateur |
| 57e                               | 2017–2019 |                  | Emma Dent Coad  | Travailliste |
| 58e                               | 2019–2024 |                  | Felicity Buchan | Conservateur |

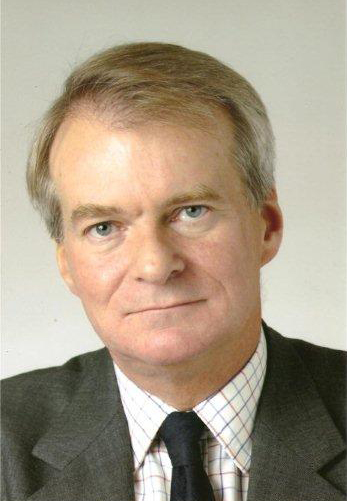
Dudley Fishburn (1988-1997)
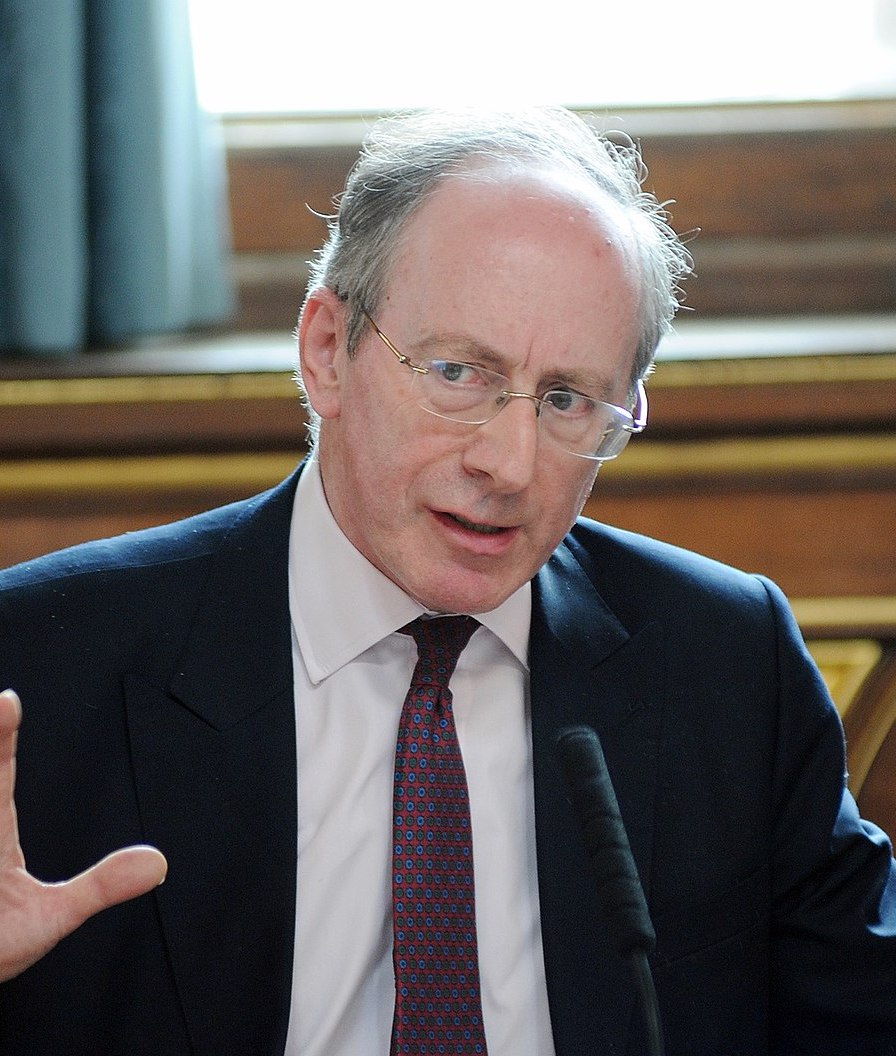
Malcolm Rifkind (2010-2015)
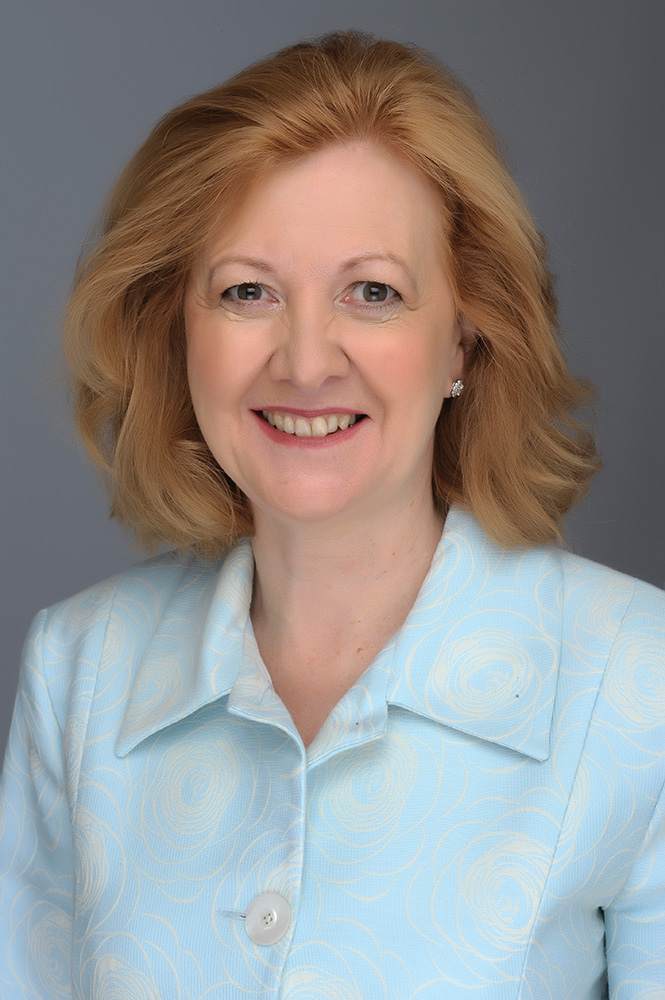
Victoria Borwick (2015-2017)
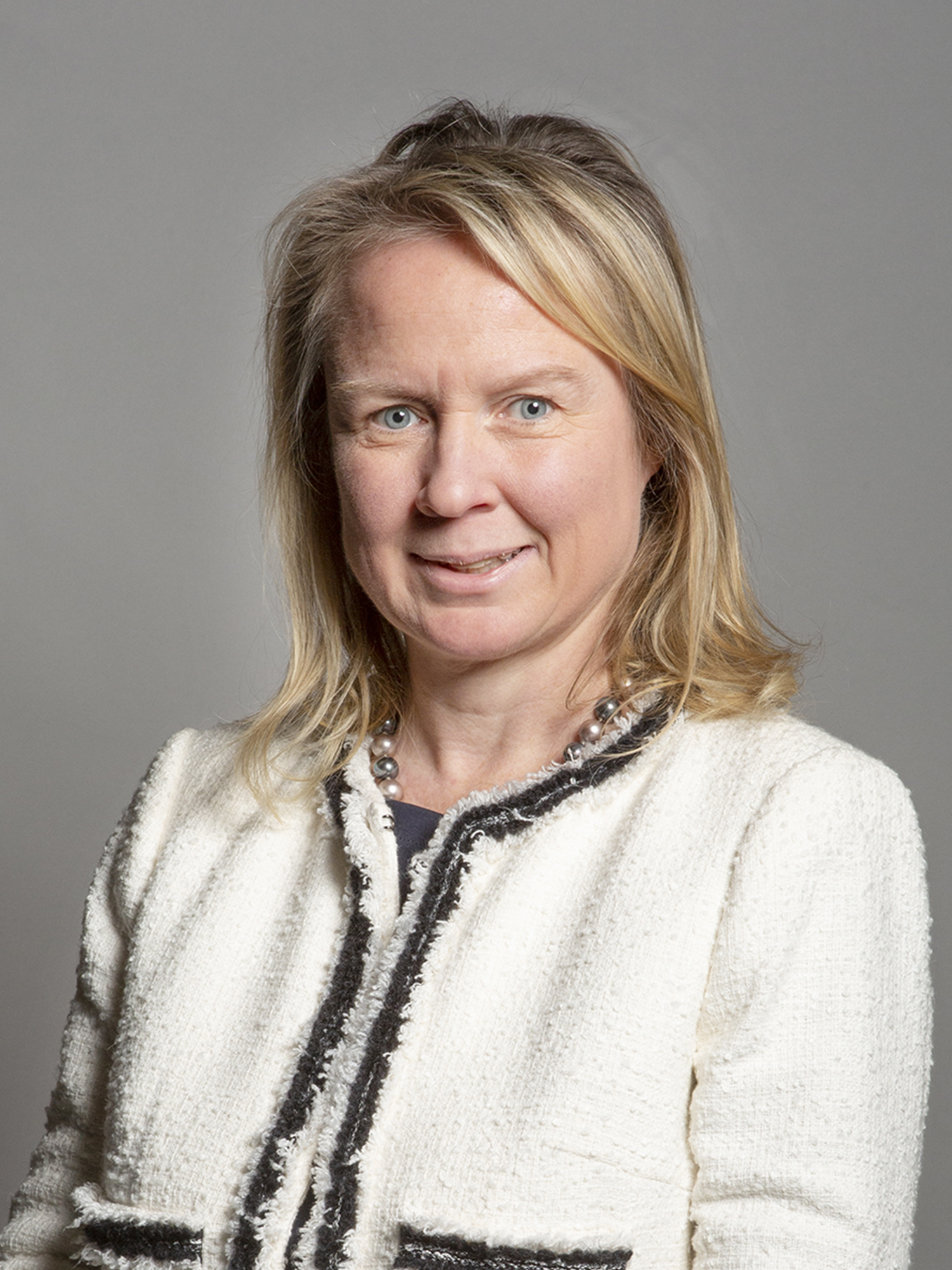
Felicity Buchan (2019-2024)